# Biberg (Tuntenhausen)
Biberg ist ein Gemeindeteil von Tuntenhausen im oberbayerischen Landkreis Rosenheim. Im Jahr 1978 wurde Biberg als Ortsteil von Hohenthann mit dieser ehemals selbständigen Gemeinde zu Tuntenhausen eingegliedert.
Das Kirchdorf Biberg liegt circa fünf Kilometer nordwestlich von Tuntenhausen an der Landstraße RO 51.

## Baudenkmäler
Siehe auch: Liste der Baudenkmäler in Biberg
- Filialkirche St. Ulrich und Leonhard